# Jacques Gondouin
Pour les articles homonymes, voir Gondouin.
Jacques Gondouin de Folleville est un architecte français né le 7 juin 1737 à Saint-Ouen et mort le 29 décembre 1818 à Paris.

## Biographie
Fils de Jacques Gondouin (v. 1696-1768), jardinier du château de Choisy que Louis XV appelait « le bon Gondouin », Jacques Gondouin reçut du Roi, en 1756-1757, une pension afin de se « mettre en état d'apprendre le dessin et l'architecture ». Il reçut l'enseignement de Michel-Barthélemy Hazon à l'Académie royale d'architecture et, à l'École des beaux-arts, celui de Jacques-François Blondel. Reçu troisième au concours du Prix de Rome en 1759, il passa cinq ans à Rome (1761-1766) grâce à une bourse allouée par Louis XV et y devint l'ami de Giovanni Battista Piranesi. Il revint en France après avoir séjourné également en Hollande et en Angleterre et s'établit comme architecte.
Il se constitua rapidement une belle clientèle privée qui lui permit de s'enrichir de manière importante. En 1767, Robert Jannel, intendant général des Postes et Relais de France, le nomma architecte de l'hôtel des Postes.
En 1769, il reçut la commande de la nouvelle École de Chirurgie construite sur la suggestion du chirurgien du Roi Germain Pichault de la Martinière (1771-1786). Le bâtiment affecte la forme d'un hôtel particulier. La cour est entourée d'une colonnade ionique et séparée de l'actuelle rue de l'École-de-Médecine par des colonnes, organisation qui produisit une grande impression sur les contemporains par l'absence des éléments traditionnels de composition tels que les pavillons d'angle ou l'avant-corps. Une rangée de colonnes ioniques sur des piédestaux court le long de l'élévation au niveau du sol, soutenant un entablement parfaitement rectiligne, dépourvu d'architrave. Au centre les colonnes, doublées en profondeur, ménagent un passage qui donne accès à la cour. À chaque extrémité, le rez-de-chaussée est percé de trois baies en plein cintre, ponctuées par les colonnes ; le premier étage est pourvu de fenêtres rectangulaires, à l'exception des trois travées centrales qui comportent un panneau oblong orné d'un décor sculpté. Dans la cour, entourée de galeries basses ceinturées de colonnades, se trouve l'amphithéâtre d'anatomie de 1500 places, couvert d'une coupole et éclairé par un oculus, exemple archétypal du style néo-antique. On trouve également de part et d'autre d'autres salles de cours, un laboratoire, une chapelle, une salle de soutenance de thèses, une bibliothèque au premier étage.
Bien que ce bâtiment parût alors s'écarter de nombre de règles canoniques de l'architecture classique, il fut extrêmement admiré, à la fois par les professionnels et par le grand public, pour ce qui fut perçu comme une simplicité à l'Antique et le jeu de la subtilité des proportions et de volumes vigoureux. Quatremère de Quincy le qualifia de « bâtiment le plus classique du XVIIIe siècle ». Le bâtiment, inspiré de projets donnés antérieurement par des architectes qui avaient fait le séjour de Rome, mais le premier à être réalisé dans ce style, fut considéré comme une sorte de manifeste du néo-classicisme.
Au départ, l'architecte avait proposé d'inclure l'école dans un aménagement urbain d'ensemble, qui prévoyait de transformer le couvent des Cordeliers situé en face en prison pour dettes, avec un mur ponctué de fenêtres aveugles, et d'ajouter un imposant portique dorique à l'église Saint-Côme adjacente. Le plan ne fut pas exécuté, en grande partie en raison du refus des Franciscains de céder leur bâtiment.
Jacques Gondouin fut également architecte et dessinateur du Garde-Meuble de la Couronne (1769-1784). À ce titre, il se vit commander par l'intendant et contrôleur général du Garde-Meuble, Pierre Élisabeth de Fontanieu, de riches décors pour l'hôtel de Conti, qui abritait alors le Garde-Meuble. Ces décors furent ensuite réinstallés dans le nouvel immeuble édifié place Louis XV derrière la façade dessinée par Ange-Jacques Gabriel. Comme dessinateur du Garde-Meuble, Gondouin dessina de nombreux meubles pour les résidences royales, notamment les candélabres placés dans la Galerie des Glaces du château de Versailles en 1769 à l'occasion du mariage du Dauphin. Il entre à l'Académie royale d'architecture en 1774.
En décembre 1775, il fut autorisé à accompagner Fontanieu lors d'un voyage d'un an en Italie. À son retour, il dessina le maître-autel de la cathédrale de Noyon. À partir de 1780, il se constitua un beau domaine à Dammarie-lès-Lys, près de Melun, le château des Vives Eaux, où il se retira sous la Révolution française, se faisant passer pour un simple jardinier pour échapper à la tourmente.
En 1795, il fut nommé à l'Institut de France au moment de sa création, l'un des six architectes de la classe des Beaux-Arts, et fit partie du Conseil des bâtiments civils. C'est à ce titre qu'il eut à connaître des projets d'érection d'une colonne départementale place Vendôme et d'une colonne nationale place de la Concorde. Seule la première vit le jour en 1806.
En 1804, lors de la création de la Maison de l'Empereur, Gondouin fit partie du Comité consultatif des bâtiments de la Couronne. C'est à ce titre qu'il présenta en 1807 un projet (non réalisé) pour l'installation de Napoléon Ier à Versailles.
En 1806, il aménagea la place face à l'École de Chirurgie avec une fontaine monumentale (détruite) composée d'un bassin et de quatre colonnes doriques supportant une terrasse.

## Principales constructions
- École de chirurgie, aujourd'hui faculté de médecine, rue de l'École-de-Médecine, Paris (1771–1786).
- Décors intérieurs de l'hôtel du Garde-Meuble (dit aussi de la Marine), place de la Concorde à Paris, 1775.
- Maître-autel de la cathédrale de Noyon (1777-1779)
- Colonne Vendôme à la gloire de la Grande Armée, place Vendôme à Paris, 1806-1810.

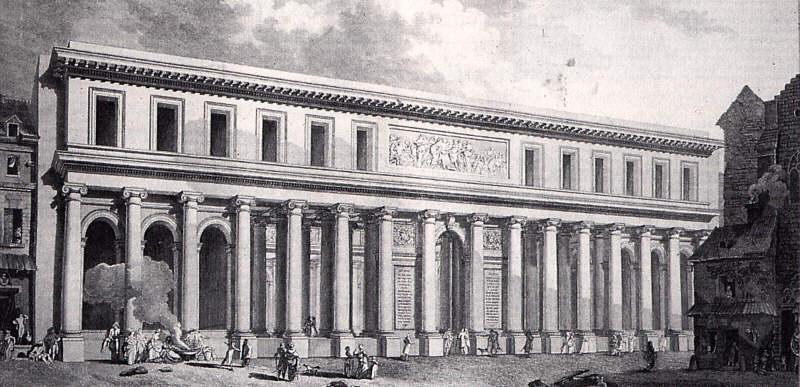
L'École de chirurgie, façade sur rue, chef-d’œuvre de Jacques Gondouin.
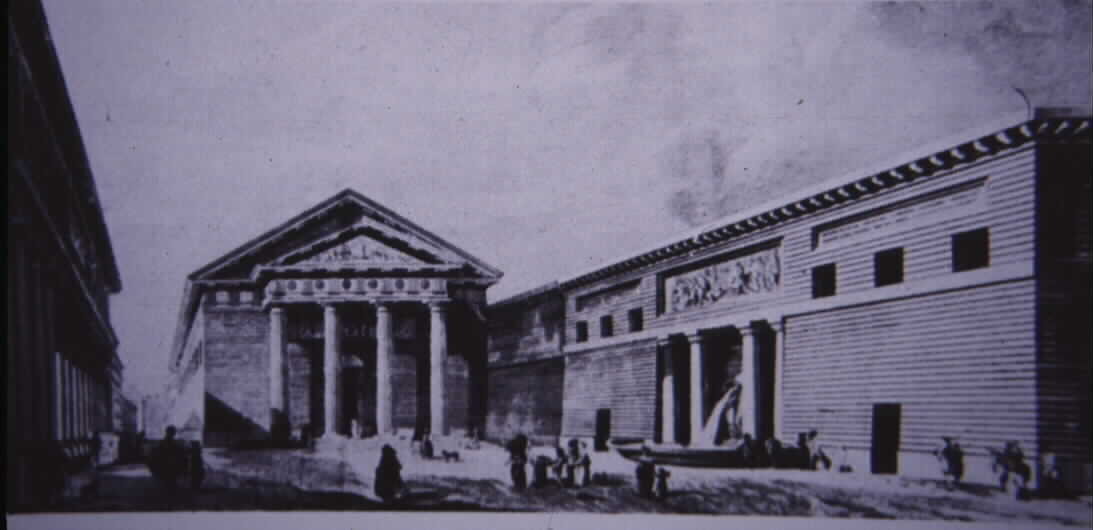
Projet de réaménagement du quartier de l'École de chirurgie.
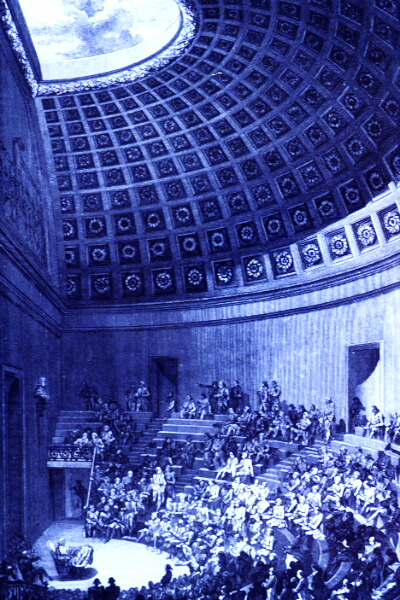
École de chirurgie, amphithéâtre.

## Œuvres
- Description des Écoles de Chirurgie, Paris, Pierres, Cellot et Jombert, 1780, gr. in-folio de 18 pp.ch., 1 f.n.ch., 1 front. par Gibelin et 30 pl. la plupart dépl. par C.R.G. Poulleau. Tiré à 100 ex. sur papier fort à l'occasion de l'inauguration de l'École de Chirurgie.